# Peer, Maaseik
Peer là một đô thị ở tỉnh Limburg, Flanders, Bie. Ngày 1 tháng 1 năm 2006, Peer có tổng dân số 15.810 người. Tổng diện tích là 86,95 km² với mật độ dân số 182 người trên mỗi km².
Người ta cho rằng, làng Grote Brogel, một phần của Peer, là nơi sinh của Pieter Bruegel.
Kleine Brogel, một làng của Peer, có một căn cứ quân sự với một sân bay 